# Bill et Gobi
 (décembre 2018).
Bill et Gobi sont deux dessinateurs français exerçant dans la bande dessinée. Ils ont commencé dans le magazine Tchô !  avec les Zblucops, avant de se lancer dans le projet Lucha Libre.

## Biographies
- Baptiste Gaubert dit Gobi est né le 10 août 1980 à Nîmes. En 1995, il intègre la section arts appliqués dans le lycée Camargue. C’est dans ce lycée qu’il rencontre Bill.

- Benoît Boucher dit Bill est né le 4 janvier 1981 à Rouen, mais à 3 ans il déménage aux alentours de Nîmes. Il intègre la section arts appliqués du lycée Camargue, où il fait la connaissance de Gobi.

### Parcours commun
En 1998, après avoir obtenu leur bac, les deux amis entrent à l’École supérieure des arts décoratifs de Strasbourg (ESAD). Ils participent à l’atelier d’illustration dirigé par Claude Lapointe, où ils font la connaissance de Fabien Mense. 
En 2003, pour la fin de leurs études ils réalisent un court métrage intitulé Catfish Hotel qui leur permet d'obtenir leur diplôme. La même année, la bande dessinée Zblucops réalisée par Bill et Gobi est prépubliée dans le Tchô ! magazine. 
En janvier 2005, le premier tome des Zblus est publié, puis en 2006, le tome 2 ainsi qu’une entrée dans un nouveau projet BD, Lucha libre, projet collectif scénarisé par Jerry Frissen. 
En 2007, sortent les tomes 3 et 4 des Zblucops. Le tome 5 est sorti en 2008, le 6 à la rentrée 2009, le 7 en novembre 2010 et le 8 en novembre 2011.

## Œuvres
- Zblucops : cette série classée dans le secteur humoristique et publiée chez Glénat fait partie de la tchô collec. Cette BD raconte l’histoire des agents de police de Zbluville. Les deux premiers tomes sont consacrés à des gags, puis à partir du tome 3 l’histoire commence à s’étaler sur un tome entier.

- Lucha Libre : Gobi produit la série Tequila qui raconte l’histoire de Tequila. Celui-ci faisait auparavant partie des Luchadores Fives. Après avoir eu un problème avec l’un des membres (El Gladiator), Tequila s’exile dans le désert, et des aventures palpitantes s’ensuivront. Bill s’occupe de la série Luchadores Fives qui raconte l’histoire de cinq Luchadores qui s’occupent de protéger leur ville et vivent des aventures.